# 919型醫院船
919型医院船（北约代号：安神级）是中国人民解放军海军的医疗船，僅承擔巡迴南海各島礁醫療作業，其满载排水量为4000~5000吨，刚好覆盖琼沙级运输船改装的865莊河號集裝箱医疗船与920型醫院船之间吨位的空白。919型医院船配备百余张病床，设有内科、眼科、耳鼻咽喉科、心理科和外科科室，可支持三项手术同时在船上进行。此外，该舰还配备了直升机停机坪。